# هيرمان بيكنيل
هيرمان بيكنيل  (بالإنجليزية: Herman Bicknell)‏ (2 أبريل 1830 - 14 مارس 1875)، البريطاني كان جراح ومستشرق و لغوي. ولد في هيرن هيل، ساري، إنجلترا، في 2 أبريل 1830، وتلقى تعليمه في باريس بيكنيل، هانوفر، وجامعة كوليدج في لندن ومستشفى سانت بارثولوميو في لندن. بعد أخذ شهادة الطب في الكلية الملكية للجراحين في عام 1854، خدم في الجيش كمساعد جراح لمدة ست سنوات، عمل لأول مرة في هونغ كونغ عام 1855، ثم لمدة أربع سنوات في منيمار، لاهور، حيث درس هناك اللغات الشرقية. بعد عودته إلى إنجلترا في عام 1860، عمل لفترة وجيزة في هيئة الدرشوت لكنه استقال في عام 1861.
تنكر في صورة بريطاني مسلم، وذهب إلى مكة المكرمة في عام 1279هـ/1862م، أنهى الدكتور بكنيل مناسك الحج، وأقام بمكة المكرمة، وقال إن المسجد الحرام يشبه القصر الملكي في باريس.